# Аврамович, Драгослав
Драгослав Аврамович (серб. Драгослав Аврамовић; 14 октября 1919, Скопье, Королевство Югославия — 26 февраля 2001, Роквилл (Мэриленд), США) — югославский и сербский экономист, финансист, управляющий Национального банка Союзной Республики Югославия (2.3.1994 — 15.5.1996). Доктор экономических наук. Действительный член Сербской академии наук и искусств (1994).

## Биография
Окончил юридический факультет в Белградского университета. В 1956 году получил докторскую степень по экономике.
Руководитель группы экспертов по мобилизации иностранных средств (с 1946 по 1951), с 1951 по 1953 год — советник Национального банка Югославии. С 1953 по 1977 год работал экономистом в Международном банке реконструкции и развития.
Директор-руководитель Департамента общих исследований Всемирного банка. В 1980—1984 годах работал советником Генерального секретаря Конференции ООН ЮНКТАД по торговле, экономическому сотрудничеству и развитию развивающихся стран (Женева); в 1984—1988 годах — экономический советник Банка торговли и развития (Вашингтон).
Автор более 50 научных публикаций и большого количества работ в области экономики и финансов.
С 2 марта 1994 по 15 мая 1996 года — управляющий Национального банка Союзной Республики Югославия.
Автор денежно-кредитной программы реконструкции и экономического восстановления Союзной Республики Югославия, которая остановила гиперинфляцию, ввёл новый динар, курс которого был приравнен к немецкой марке, имел золотовалютную основу и свободно конвертировался. Был главным координатором подготовки и проведения экономической, социальной и финансовой программы в 1995—1997 годах.
Под его руководством были разработаны инвестиционные проекты в инфраструктуре, управлении водными ресурсами, электроэнергетике, общественном транспорте и ряде других отраслей. Иностранные компании получили право вкладывать капитал в практически любую компанию в СРЮ, иметь в них контрольный пакет акций или быть единственным владельцем, вывозить полученную прибыль или реинвестировать её в югославскую экономику.
С момента начала реализации программы главную роль в обеспечении финансовой стабильности играл Национальный банк. Экономическое восстановление страны сопровождалось введением новой и эффективной налоговой системы, которая была призвана, в частности, легализовать теневую экономику, приобретшую ранее значительные размеры в условиях галопирующей инфляции.
Решительному сокращению были подвергнуты расходы на здравоохранение, науку, образование, госадминистрацию и армию. Финансирование этих отраслей и структур производилось исходя из реальных возможностей экономики. Существенная модернизация и сокращение были произведены в органах государственного управления. Объекты социальной сферы, ранее закрепленные за предприятиями, были переданы на баланс органов государственного и местного управления.
Путем принятия федеральных законов о преобразовании отношений собственности, концессиях и иностранных инвестициях были существенно расширены возможности экономического развития, достигнуто значительное приближение норм отечественного законодательства к стандартам Европейского Союза. В результате, несмотря на все политические сложности, в последние несколько лет в СРЮ были отмечены высокие темпы экономического развития. По уровню роста валового национального продукта, составившего в 1997 году 7,8 %, Югославия оказалась в числе наиболее быстро развивающихся стран.
СРЮ, таким образом, в чрезвычайно неблагоприятных условиях, порожденных международными санкциями, сумела сохранить крупные компании и инфраструктуру, рассматривая их как основу будущего экономического развития и интеграции в европейское и международное сообщество. Заметное развитие получил малый и средний бизнес.
Был освобожден от должности после отказа выпуска в обращение дополнительной денежной массы для спасения государственных компаний от банкротства. В качестве альтернативы предлагал провести дополнительные рыночные экономические реформы.
После его отставки с поста главы Национального банка, подверг критике экономическую политику правительства и лично Слободана Милошевича. Его популярность у жителей Союзной Республики Югославия и критическая позиция в отношении Милошевича сделали его символическим лидером оппозиционных партий. В 1996 году Д. Аврамович не смог выступить в качестве лидера оппозиционной коалиции «Заедно» на местных федеральных выборах из-за проблем со здоровьем.
На выборах президента Югославии 24 сентября 2000 года был одним из двух кандидатов вместе с Воиславом Коштуницей от коалиции Демократическая оппозиция Сербии (ДОС). Отказался участвовать в выборах из-за здоровья и возраста.
Умер 26 февраля 2001 года в Роквилле, штат Мэриленд, США. Похоронен на Новом кладбище в Белграде.